# Foresta di Alase
La foresta di Alase è un complesso forestale appartenente al demanio della regione Sardegna. Si estende in territorio di Aritzo, nella parte centrale dell'Isola, su una superficie di 1565 ettari tra quota 418 della zona del Flumendosa e il rilievo più elevato di  punta Funtana Cungiada, a 1459 metri s.l.m.
Il complesso presenta notevoli fenomeni di degradazione dovuti a sovrapascolamento di bestiame domestico e a utilizzo irrazionale del soprassuolo. Ciò rende difficoltosa l'evoluzione della copertura forestale che all'attualità è rappresentata dai seguenti tipi vegetazionali: "macchia bassa di degradazione, arbusti prostrati, lembi di boschi di querce mediterranee con leccio, sughera e roverella, pascoli con alberatura sparsa, vegetazione riparia costituita da ontano nero e salici".